# Yosemitský vodopád
Yosemitský vodopád (anglicky Yosemite Falls) je se svými 739 m nejvyšší vodopád v Kalifornii. Nachází se v Yosemitském národním parku v pohoří Sierra Nevada v Kalifornii a patří mezi hlavní turistické atraktivity zdejšího národního parku. Tvoří jej Horní (425 m) a Dolní (97 m) vodopád, mezi nimiž se nachází série kaskád (205 m).
Voda odtéká řekou Merced do řeky San Joaquin a dále do Sanfranciského zálivu.